# Державний лад Єгипту
Єгипет (араб. مصر Міср/Miṣr [misˤɾ], [ˈmɑsˤɾ]) — республіка.

## Політичний устрій
Глава держави — президент, який одночасно є і головнокомандувачем збройними силами. Глава уряду — прем'єр-міністр. Вищий законодавчий орган — двопалатні Національні збори. Нижня палата парламенту, Народна асамблея (Меджліс Аш-Шааб), складається з 518 депутатів, 508 з яких обираються за мажоритарною системою, а 10 призначаються президентом; в Народній асамблеї маються квоти для робітників і селян, а також для жінок.
29 січня 2011 року реанімована де-факто скасована в 1981 році посаду віце-президента, на яку призначений колишній глава розвідки Єгипту Омар Сулейман. 11 лютого 2011 президент Мубарак передав владу Вищій військовій раді. 21 червня 2012 Мохаммед Мурсі вступив на посаду президента АРЄ.
Останні вибори президента відбулися 23 і 24 травня (1-й тур) та 16 і 17 червня 2012 (2-й тур). Мухаммед Мурсі переміг на виборах, отримавши 51,73% голосів. Найбільші опозиційні рухи — Брати-мусульмани (заборонена; активісти беруть участь як незалежні кандидати) і Новий Вафд.